# Bartłomiej Pawlus
Bartłomiej Pawlus (ur. 16 listopada 1989 w Cięcinie) – polski perkusista.
Perkusista zespołu BRACIA. Laureat wielu indywidualnych konkursów perkusyjnych. Zdobywca I miejsca polskiej edycji Mapex Drummer of Tommorow 2009 w Opolu i GrandPrix World Final Mapex Drummer of Tomorrow 2010 we Frankfurcie oraz nagrody Eugeniusza w kategorii Nadzieja Perkusyjna. Nominowany w 2014 roku w pierwszej polskiej edycji Nagród Perkusyjnych przyznawanych przez magazyn „Perkusista” i portal „Beat it”.
Jest oficjalnym ambasadorem marek DW oraz Sabian.

## Biografia
Uczęszczał do szkoły muzycznej. Mając 7 lat, jako początkujący uczeń grał na pianinie. Perkusją zaczął się interesować w wieku 10 lat, po tym, jak w swoim rodzinnym domu natknął się na zestaw perkusyjny porzucony przez swojego starszego brata. Bębny szybko stały się jego prawdziwą pasją, którą od tamtego momentu stale pielęgnował i rozwijał zarówno pod okiem profesjonalnych bębniarzy, jak i metodą własnych prób i błędów. Swoje pierwsze, zespołowe kroki zaczynał stawiać w grupie Metanoia, do której dołączył parę lat po jej powstaniu. Wspólnie z zespołem zdobył wtedy kilka pierwszych i drugich miejsc w różnego rodzaju polskich przeglądach i festiwalach muzycznych.
Bartek jako młody, niedoświadczony jeszcze perkusista uczestniczył w ogromnej liczbie konkursów indywidualnych dla młodych talentów, przez co dał się zapamiętać jako „młody zdolny”, a przy okazji bardzo uparty i dążący do celu ciężką pracą. Zdobył kilka ważnych nagród, między innymi: Grnd Prix na Drum Battle 2008 w Legnicy (jury: Cezary Konrad, Jacek Pelc, prof. Jacek Wojtala), wyróżnienie na Festiwalu Widzewska Jesień Muzyczna dla Najlepszego Perkusisty, nagrodę dla Najlepszego Muzyka na R’n’R Music Festival (Świętochłowice 2007, przewodniczący jury: Marek Raduli), II miejsce w konkursie gry na zestawie perkusyjnym na XVI Festiwalu Perkusyjnym w Opolu, a także III miejsce w pierwszej edycji konkursu V-Drum 2010.